# Kępa (województwo zachodniopomorskie)
Kępa (niem. Johannesthal) – kolonia w Polsce położona w województwie zachodniopomorskim, w powiecie choszczeńskim, w gminie Drawno. W latach 1975–1998 miejscowość administracyjnie należała do województwa gorzowskiego. W roku 2007 kolonia liczyła 4 mieszkańców. Kolonia wchodzi w skład sołectwa Drawno. 

## Geografia
Kolonia leży ok. 3 km na północ od Drawna.